# Donald Neilson
Pour les articles homonymes, voir Neilson.
Donald Neilson (né Donald Nappey; 1er août 1936 - 18 décembre 2011), alias le « Black Panther », était un voleur à main armée britannique, kidnappeur et meurtrier multiple. Il a assassiné trois hommes lors de vols dans des bureaux de poste secondaires entre 1971 et 1974, et a assassiné la victime d'enlèvement Lesley Whittle, une héritière de Highley, Shropshire, en janvier 1975. Il a été appréhendé plus tard cette année-là et condamné à la prison à vie en juillet 1976, restant en prison jusqu'à sa mort en 2011.

## Jeunesse
Neilson, né Donald Nappey, avait dix ans en janvier 1947 lorsque sa mère de 33 ans décède d'un cancer du sein. Il est surpris en train de saccager des magasins en 1948, mais en raison de son âge et des circonstances, il ne reçoit un avertissement de la police voire un avertissement sévère.
Il épouse Irene Tate, âgée de 20 ans, en avril 1955, à l'âge de 18 ans. Sa femme le persuade de quitter l'armée en 1958, après une période en tant que militaire national au Kenya, à Aden et à Chypre dans le cadre du King's Own Yorkshire Light Infantry.
Leur fille, Kathryn, nait en 1960. Quatre ans après la naissance de sa fille, Nappey change le nom de famille en Neilson afin que la petite fille ne subisse pas les brimades et les abus qu'il avait subis à l'école et dans l'armée en raison de la similitude de son nom de famille avec le mot Nappy (couche en anglais).
Selon David Bell et Harry Hawkes, Nappey ayant acheté une compagnie de taxis à un homme nommé Neilson, et a décidé d'utiliser ce nom au lieu du sien. Une théorie alternative, proposée par une locataire, Lena Fearnley, qui est restée avec la famille Neilson au début des années 1960, est que Neilson a pris le nom d'une camionnette de crème glacée à laquelle lui et Irene achetaient souvent de la crème glacée pour leur fille. Fearnley a déclaré à la BBC dans une interview qu'il lui avait dit: « J'aime ce nom. »

## Cambriolages et vols
Neilson commet plus de 400 cambriolages de maisons sans être détecté au cours de ses premiers jours de crime. Avant de devenir célèbre sous le nom de « Black Panther », il est recherché sous une variété de surnoms tels que « The Phantom » et « Handy Andy ». Pour confondre la police, il adopte un modus operandi différent toutes les quelques semaines. Par exemple, il vole une radio dans chaque maison et l'abandonne à proximité; lorsque ce modèle de comportement est établi, il l'abandonne et fait autre chose.
Cependant, les recettes d'un simple cambriolage sont faibles et, après avoir volé des armes à feu et des munitions dans une maison du Cheshire, il intensifie son activité criminelle, se tournant vers le vol de petits bureaux de poste. Neilson commets dix-huit crimes de ce type entre 1971 et 1974. Ses crimes deviennent de plus en plus violents alors qu'il cherche à se protéger des occupants prêts à résister et à défendre leurs biens.
En février 1972, il entre pendant la nuit dans un bureau de poste situé dans une maison privée à Rochdale Road, Heywood, Lancashire. Leslie Richardson, le maître de poste, et sa femme se réveillent et trouvent un homme cagoulé dans leur chambre. Richardson saute du lit pour s'attaquer à l'intrus pendant que sa femme téléphone à la police. Pendant la lutte, Neilson montre à Richardson son fusil de chasse à canon scié et a dit, avec un faux accent antillais: « C'est chargé ! » Richardson voit que l'arme pointe vers le plafond et qu'il n'y a aucun danger que quelqu'un soit abattu. Il répond alors: « Nous allons savoir s'il est chargé » et appuie sur la gâchette lui-même, faisant sauter deux trous dans le plafond. Le combat continue et Richardson retire la capuche noire de Neilson. Neilson frappe alors sur les pieds de Richardson, lui brisant plusieurs orteils, et lui donne un coup de genou dans l'aine. Alors que Richardson s'effondre sur le sol, Neilson s'échappe les mains vides.
Richardson a donné à la police une description de son intrus masqué, qui s'est avérée inexacte à bien des égards. Plusieurs autres photos de Neilson ont également été inutiles pour la police, mais l'une d'entre elles, réalisée par la sous-maîtresse de poste Margaret Grayland, était extrêmement précise.

## Les premiers meurtres
Neilson commets ses trois premiers meurtres en 1974. Au cours de vols dans des bureaux de poste, il abat deux sous-maîtres de poste et le mari d'une sous-maîtresse de poste, ainsi que la sous-maîtresse de poste Margaret Grayland. Il tue Donald Skepper à Harrogate dans le Yorkshire du Nord en février 1974, Derek Astin de Baxenden dans le Lancashire en septembre 1974, et Sidney Grayland à Langley, West Midlands en novembre 1974.
C'est le meurtre de Baxenden qui vaut à Neilson d'être appelé la « Panthère Noire », car, lors d'une interview avec un journaliste de la télévision locale, la femme d'Astin, Marion, décrit le meurtrier de son mari comme « si rapide, il était comme une panthère ». Faisant allusion aux vêtements sombres du tueur, le journaliste entreprenant a terminé son article en demandant « Où est cette Panthère Noire? », et le surnom est resté. Neilson est lié à la fusillade du bureau de poste après avoir tiré six fois sur l'agent de sécurité Gerald Smith alors qu'il vérifiait une piste de rançon. L'examen médico-légal a montré que les balles avaient été tirées à partir du même pistolet.22 LR utilisé pour assassiner Astin et Grayland.

## Enlèvement et meurtre de Lesley Whittle
Voir aussi l'article (Anglais seulement) : Murder of Lesley Whittle
Lesley Whittle (1957 - 14 janvier 1975) est une jeune fille de 17 ans lorsqu'elle devient la plus jeune victime de Neilson. Whittle est la fille du célèbre propriétaire d'entreprise de transport par autocar George Whittle et de sa maîtresse. Whittle a laissé toute sa fortune à sa maîtresse et à leurs enfants, Ronald et Lesley. Après avoir lu au sujet d'un différend familial au sujet du testament de George Whittle, Neilson planifie pendant trois ans de gagner une partie de cette fortune.
Le 14 janvier 1975, Neilson entre dans la maison de la famille Whittle à Highley, dans le Shropshire, et kidnappe Lesley qui est dans sa chambre. Neilson a calculé que 50 000 £ de leur fortune ne manquerait pas matériellement à la famille. Il réclame donc cette somme dans une note laissée à la maison familiale. Une série de cafouillages de la police et d'autres circonstances ont empêché le frère de Whittle, Ronald, de remettre l'argent de la rançon à l'endroit et au moment exigé par le ravisseur.
Le corps de Lesley Whittle est retrouvé le 7 mars 1975, suspendu à un fil de fer au fond du puits de drainage où Neilson l'avait attachée à Bathpool Park, à Kidsgrove, dans le Staffordshire. L'autopsie qui a suivi a montré que Whittle était morte d'inhibition vagale, et non d'étranglement. Le choc de la chute ayant provoqué l'arrêt de son cœur.
Certains analystes pensent qu'il est possible que Neilson ait poussé Whittle hors du rebord où il l'avait gardée. Un autre scénario est que Neilson n'était pas présent lorsque Whittle est morte, et qu'il a paniqué et s'est enfui la nuit de l'échec de la collecte de rançon sans retourner au puits, croyant que la police se rapprochait de lui.
Whittle a peut-être vécu dans l'obscurité pendant une période de temps considérable avant de mourir. Le pathologiste a noté que Whittle ne pesait que 98 livres (44 kg) lorsqu'elle a été trouvée, son estomac et ses intestins étaient complètement vides, elle avait perdu une quantité considérable de poids et était émaciée. Il a conclu qu'elle n'avait pas mangé depuis au moins trois jours, le temps qu'il faut pour que la nourriture passe à travers le corps, mais a déclaré que la durée réelle pourrait avoir été beaucoup plus longue.
Dans son discours de clôture pour la défense, Gilbert Gray QC a décrit les conditions dans lesquelles Neilson a gardé Whittle, notant comment il a essayé de lui apporter quelque confort. Par exemple, il a demandé au jury s'ils croyaient que l'étau d'un bourreau serait rembourré et décalé avec soixante-dix-sept pouces et demi d'Hansaplast pour éviter les frottements, ou que tout échafaudage serait rembourré pour le confort par un matelas en caoutchouc et des sacs de couchage. Il a noté que Whittle ne serait pas morte si le fil ne s'était pas accroché à un poteau, car ses pieds n'étaient qu'à six pouces du bas de l'arbre, a déclaré le QC: « Ce n'est pas quelque chose que la défense a inventé. Sa hauteur du cou était de quatre pieds et il y avait une longueur de ligature de cinq pieds donnant une longueur totale de neuf pieds. La chute et l'atterrissage au fond du tunnel était de six pieds onze pouces, de sorte que s'il n'y avait pas eu l'accrochage imprévu qui a raccourci l'attache, il y aurait eu deux pieds à épargner et elle aurait atterri sur ses pieds au fond du puits. Il a demandé au jury pourquoi Neilson avait pris la peine de la garder en vie une fois qu'il avait enregistré les messages de rançon, disant qu'il aurait pu simplement la matraquer à mort et cacher le corps dans les bois. Gray a terminé son discours en disant: « Je soutiens que lorsque Lesley Whittle est passée sur la plate-forme, c'était une mésaventure non recherchée, imprévue et indésirable. Neilson a commencé quelque chose qui s'est horriblement mal passé. »

## Capture et arrestation
En décembre 1975, deux policiers, Tony White et Stuart Mackenzie, se trouvent dans une voiture sur une route secondaire en surveillant la route principale A60 menant à Mansfield dans le North Nottinghamshire lorsqu'ils repèrent un petit homme qui passe et qui porte un gros sac. Alors qu'il passe devant la voiture de police, il détourne son visage, attirant l'attention de Mackenzie. Comme une question de routine, les deux policiers l'interpellent pour l'interroger. L'homme dit qu'il rentre du travail, puis sort un fusil de chasse scié de son sac. Il ordonne à White de monter à l'arrière de la voiture. Le policier ouvre la portière de la voiture, mais le tireur lance: « Pas le temps pour ça, montez sur le siège! » L'agent s'exécute et le tireur s'installe sur le siège passager, coinçant l'arme dans l'aisselle de Mackenzie.
Il leur ordonne de se rendre à Rainworth, à six milles de là, et leur dit de ne pas le regarder. Cela pose un problème à Mackenzie. Doucement, il expliqua au tireur qu'ils vont dans le mauvais sens et qu'il devrait faire demi-tour. Le tireur accepte mais avertit les deux officiers que si c'était un piège, ils les tueraient tous les deux. Alors qu'ils conduisent le long de Southwell Road, le tireur leur demande s'ils ont une corde.
Alors que White fait semblant de regarder, Mackenzie atteint un carrefour sur la route. Tournant violemment le volant dans un sens puis dans l'autre, il demande: « Dans quel sens, à gauche ou à droite? », obligeant le tireur à regarder vers la route devant lui. White voit le pistolet glisser de quelques centimètres et se rend compte que c'est sa chance; il pousse le canon vers l'avant et Mackenzie appuie sur le frein. Ils s'arrêtent en hurlant devant le « Junction Chip Shop » à Rainworth. Le pistolet explose, blessant la main de White. Mackenzie tombe du siège du conducteur, se cognant la tête sur la route. Il titube sur ses pieds et court vers le snack en criant à l'aide. Deux hommes, Roy Morris et Keith Wood, quittent la file d'attente devant le snack et aident à maîtriser Neilson. Wood maîtrise le tireur d'un coup au cou avant que Morris ne saisisse ses poignets et les tienne pour que White puisse passer les menottes.
Les habitants ont attaqué Neilson si sévèrement qu'à la fin, la police a dû le protéger. Ils ont traîné Neilson jusqu'à des balustrades en fer sur le côté d'un arrêt de bus et l'ont menotté là avant d'appeler à la rescousse.
Au cours de l'enquête, les empreintes digitales de Neilson correspondent à l'une de celles qui se trouvaient dans l'arbre de drainage. Durant l'interrogatoire au poste de police de Kidsgrove lorsqu'il avoue l'enlèvement de Whittle, Neilson fait une déclaration de 18 pages au DCS Harold Wright, chef du CID du Staffordshire, et au commandant Morrison de Scotland Yard, avec la déclaration écrite à la main par le DCI Walter Boreham.

## Procès et condamnation
Au cours du procès de Neilson à la Cour de la Couronne d'Oxford, son avocat Gilbert Gray QC soutient que Whittle est tombée accidentellement du rebord et s'est tuée. Il note que Neilson lui avait donné de la soupe au poulet, des spaghettis et des boulettes de viande, et lui avait acheté du poisson et des frites, des cuisses de poulet et des menthes Polo. L'accusation conteste ces allégations. il est démontré que Neilson avait fourni à sa victime un sac de couchage conçu pour prévenir l'hypothermie, des matelas, des couvertures de survie, des sacs de survie, une bouteille d'eau-de-vie, six livres de poche, un exemplaire du Times et deux magazines à lire, un petit puzzle et deux serviettes aux couleurs vives, ces objets ayant été retrouvés dans le puits, et dans le canal souterrain qui passe en dessous, par la police.
En juillet 1976, Neilson est reconnu coupable de l'enlèvement et du meurtre de Lesley Whittle, pour lesquels il est condamné à perpétuité. Trois semaines plus tard, il est reconnu coupable des meurtres de deux maîtres de poste et du mari d'une maîtresse de poste. Au total, Neilson est condamné à cinq peines d'emprisonnement à perpétuité. Le juge, le juge Mars-Jones, ajoute 61 ans supplémentaires : 21 ans pour l'enlèvement de Lesley Whittle et 10 ans pour avoir fait chanté sa mère. Trois autres peines de 10 ans chacune sont imposées pour les deux accusations de cambriolage, lorsque Neilson avait volé des armes à feu et des munitions, et pour possession du fusil de chasse scié dans l'intention de mettre la vie d'autrui en danger.
Toutes les peines doivent être exécutées simultanément. Le juge signame à Neilson que l'énormité de ses crimes le place dans une classe à part de presque tous les autres meurtriers condamnés ces dernières années.
L'équipe de défense de Neilson à savoir l'avocat, Barrington Black, l'avocat subalterne, Norman Jones et l'avocat principal Gilbert Gray, ont tous affirmé que sa condamnation était le reflet de l'opinion publique, une réaction négative de la publicité donnée à la traque du ravisseur et du tueur et qu'il n'aurait dû être reconnu coupable que de l'accusation moindre d'homicide involontaire.
Neilson est acquitté des tentatives de meurtre de la sous-maîtresse de poste Margaret Grayland et du PC Tony White, mais reconnu coupable des autres accusations, moins graves, d'avoir infligé des lésions corporelles graves à Mme Grayland et de possession d'un fusil de chasse dans l'intention de mettre en danger la vie à Mansfield. Une accusation de tentative de meurtre de l'agent de sécurité Gerald Smith, que Neilson a abattu six fois alors qu'il vérifiait la piste de la rançon Whittle, n'est pas poursuivie en raison de complications juridiques. Smith est mort plus d'un an et un jour après avoir été abattu. Le juge de première instance a recommandé que Neilson reçoive une peine à vie.
Après les verdicts, Gray rend visite à son client dans une cellule sous le palais de justice et trouve Neilson dans le coin de sa cellule recroquevillé dans une position fœtale, prétendument abattu et prétendument rempli de remords pour Whittle et sa famille.

## Procès et condamnation d'Irène Neilson
Selon Harry Hawkes, lorsque Donald Neilson est capturé pour la première fois à Mansfield, sa femme Irène panique lorsqu'elle ne le voit pas rentrer chez lui. Irène brûle alors une cinquantaine de mandats postaux dans leur foyer à charbon; la police découvrira les restes carbonisés à l'intérieur de la cheminée lorsque la maison sera fouillée plus tard.
Irène Neilson est également reconnue coupable d'avoir encaissé plus de quatre-vingts mandats postaux volés lors d'une attaque de son mari dans l'un des bureaux de poste. Elle affirme avoir été forcée d'encaisser ces mandats dans divers bureaux de poste situé dans une zone géographique étendue. Son avocat, Barrington Black, rendra responsable la forte domination de Donald Neilson sur sa femme, le décrivant comme un « Svengali, qui avait exercé une influence hypnotique ». Il ajoutera : « C'était une figure quasi militaire qui aboyait des ordres à sa femme et à sa fille et malheur à tous ceux qui lui désobéissaient. »
L'avocat déclarera qu'il estimait que cette représentation avait été confirmée par Donald Neilson lorsqu'il lui avait rendu visite dans sa cellule de haute sécurité. Il lui semblait que ce serait une formalité une formalité qu’Irène, alors âgée de 42 ans et sans condamnation antérieure, soit mise en probation. Mais un rapport de justice déclara que la probation ne conviendrait pas.
Black a fortement insisté pour qu’Irène Neilson soit condamnée à une amende, demandant aux magistrats si elle méritait vraiment d'être sévèrement traitée pour une situation qui lui avait été imposée, et disant que les trois dernières années avant l'arrestation de Neilson avaient été « l'enfer ».
Les magistrats déclareront que, bien qu'ils aient toute leur sympathie pour une dame qui se retrouve devant les tribunaux pour la première fois, ils considéraient ses activités comme une conduite délibérée.
Elle sera condamnée à douze mois de prison selon les dossiers judiciaires officiels. Un appel sera immédiatement interjeté.
Gilbert Gray QC sera chargé de la représenter, et il produira Donald Neilson comme témoin surprise. Gilbert Gray dira au juge, ainsi qu'aux deux magistrats, qu'il tenait à ce que le tribunal soit conscient de la pression et des contraintes imposées à Mme Neilson par son mari. Il dira que Neilson « était l'homme qui a semé la peur et l'effroi dans à peu près toute la communauté et que cette femme vivait avec lui ». Mais les juges estimeront que le témoignage de Donald Neilson était « vague », et ils confirmeront la condamnation et la peine de sa femme.
Pendant qu’Irène est en prison, un grand journal va payer un gros montant pour l'histoire des Neilson. Six ans plus tard, dans une interview accordée au Sunday People, Irene Neilson affirmera qu'elle se demandait si elle aurait été emprisonnée si elle n'avait pas été la femme de Neilson.
Elle dira que tout le monde avait voulu du sang après le procès de son mari. En l'occurrence, elle purgera une peine de huit mois avant d'être libérée avec une rémission complète pour bonne conduite.

## 2008: Neilson fait appel
À la suite de jugements judiciaires ultérieurs dans diverses autres affaires et des implications des lois de l'Union européenne sur les droits de l'homme, Neilson a été confirmé à de nombreuses reprises sur la liste du Bureau de l'Intérieur des prisonniers avec une peine d'emprisonnement à vie.
Une succession de secrétaires d'état au Bureau de l'Intérieur ont statué que la vie signifiait bien la vie de Neilson.
En 2008, Neilson a demandé à la Haute Cour de Justice de faire revenir la durée minimale à 30 ans. Le 12 juin 2008, le juge Teare a confirmé la condamnation à vie, en déclarant: « Il s'agit d'un cas où la gravité des infractions du demandeur justifie un emprisonnement à vie. La manière dont la jeune fille a été tuée démontre qu'il s'agissait également d'un degré substantiel de préméditation ou de planification. Il s'agissait également de l'enlèvement de la jeune fille. Le lieu et la manière dont Lesley Whittle est morte indiquent qu'elle a dû être soumise par le demandeur à une épreuve terrible et horrible ».

## Décès
Le 17 décembre 2011, Neilson a des difficultés respiratoires. Il est emmené à l'hôpital universitaire de Norfolk et Norwich (en). Le 18 décembre, il meurt à l'hôpital.

## Culture populaire
La vie et les crimes de Neilson ont été dépeints dans le film de 1977 La Panthère noire  avec Donald Sumpter dans le rôle de Neilson. Le film est sorti en DVD en 2012.
Un récit fictif de l'enlèvement de Whittle et du procès de Neilson constitue la base de la nouvelle d'Adam Mars-Jones « Bathpool Park », qui tente de montrer comment le tribunal et le juge ont « manqué le point ». Le père de Mars-Jones, Sir William Mars-Jones, présida le procès, et Adam Mars-Jones fut le maréchal de son père.
Un documentaire télévisé « The Abduction of Lesley Whittle » explorant son enlèvement et son meurtre par Neilson a été diffusé à la télévision britannique par Channel 5 le 11 octobre 2021.
Un autre documentaire, « Donald Neilson, the Black Panther » a été le sujet d'un épisode de la série Tueurs nés ? diffusée sur RMC Story.